# Dichilanthe
Dichilanthe là một chi thực vật có hoa trong họ Thiến thảo (Rubiaceae).

## Loài
Chi Dichilanthe gồm các loài: